# Collective Soul
Collective Soul – amerykański zespół rockowy, pochodzący ze Stockbridge, z Georgii. Popularność zyskał w latach 90., wykonując rock alternatywny, mainstream rock oraz muzykę pop. Zasłynął utworem Shine pochodzącego z ich debiutanckiego albumu Hints, Allegations, and Things Left Unsaid, wydanego w 1993 roku.